# Лео Котке
Лео Котке (на английски: Leo Kottke) е американски фолк китарист и певец.
Роден е на 11 септември 1945 година в Атънс, Джорджия.
Започва да свири професионално в средата на 60-те години. Става известен със своите фингърстайл изпълнения на китара, съчетаващи традиционния фолк с елементи на блус и джаз.